# Kostopil
Kostopil (ukrainsk: Косто́піль}, polsk: Kostopol) er en lille by, der oprindeligt hed Ostlec Wielki eller Ostaltsi, ved Zamchysko-floden i Rivne oblast i det vestlige Ukraine (historisk Volhynien). Den var administrationsby i Kostopil rajon frem til 2020, men ligger nu i Rivne rajon.
Byen havde i 2021 en befolkning på omkring 31.060 mennesker.

## Historie
Kostopil tilhørte fyrst Władysław Dominik Zasławski og er nævnt i 1648-58-registrene. Den var oprindeligt en landsby baseret på en lokal jernmine, men i 1792 fik den lokale godsejer, Leonard Wortzel, byprivilegier for sin ejendom, herunder retten til en årlig messe fra Stanisław August Poniatowski, den sidste konge af Den polsk-litauiske realunion. På dette tidspunkt ændrede Wortzel byens navn til Kostopol.